# Papaver stanovense
Papaver stanovense är en vallmoväxtart som först beskrevs av Petroch., och fick sitt nu gällande namn av G.A. Peschkova. Papaver stanovense ingår i släktet vallmor, och familjen vallmoväxter. Inga underarter finns listade i Catalogue of Life.